# Royal Philatelic Society London

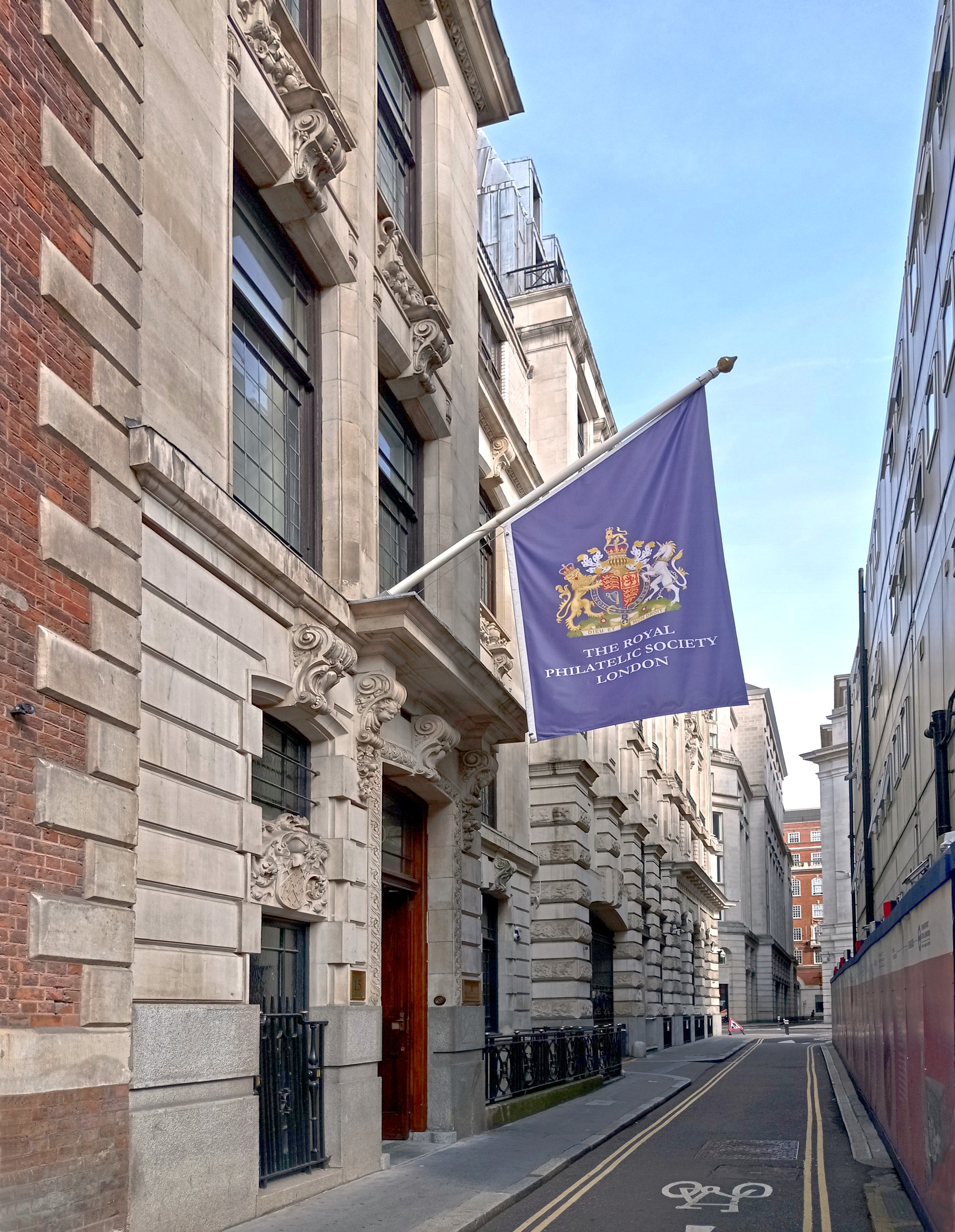
Sitz der Royal Philatelic Society London seit 2019: 15 Abchurch Lane, London EC4N 7BW, UK.

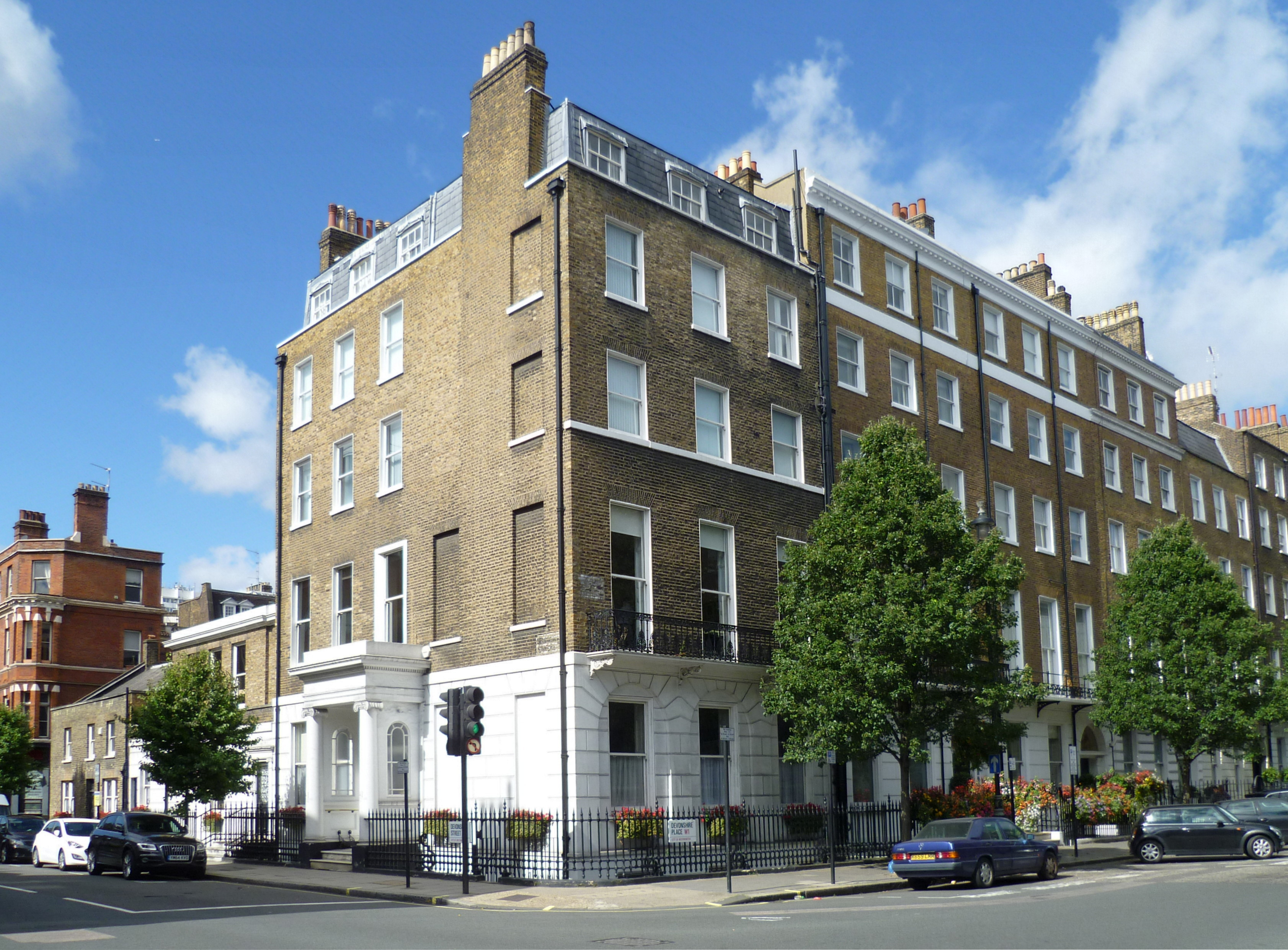
Das ehemalige (1925–2019) Anwesen der Royal Philatelic Society London in 41 Devonshire Place, W1, London, Großbritannien.

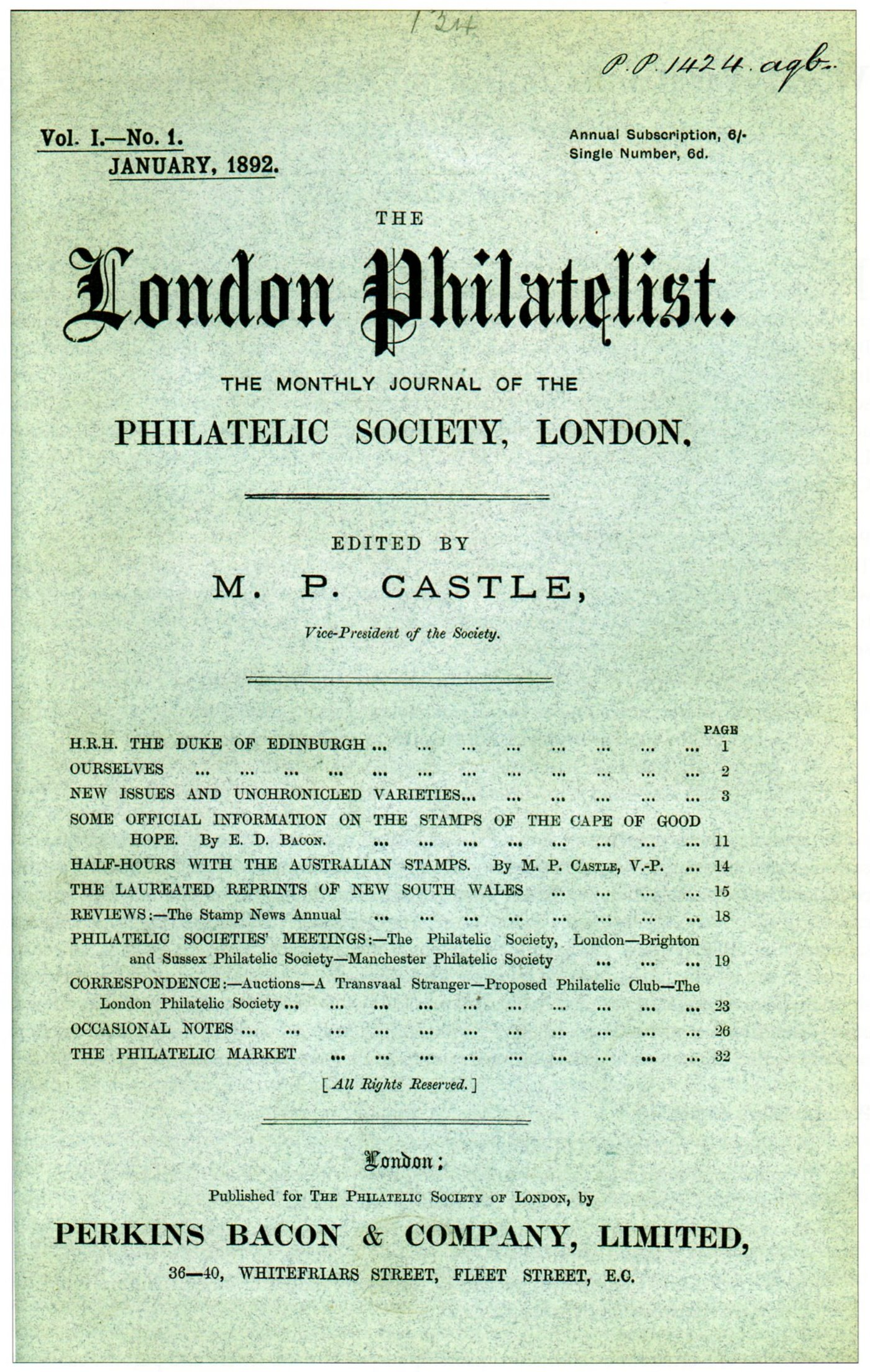
Das Deckblatt der Erstausgabe des London Philatelist, Band 1, Heft 1 vom Januar 1892.

Die Royal Philatelic Society London (Die Königliche Philatelistengesellschaft London) ist der älteste Philatelistenverein der Welt. Sie wurde am 10. April 1869 unter dem Namen „The Philatelic Society, London“ gegründet.

## Verbindungen zum Königshaus
Im November 1906 erteilte König Eduard VII. der Gesellschaft die Genehmigung, den Namenszusatz „Royal“ („Königlich“) zu führen. Zuletzt war die britische Königin Elisabeth II. Schirmherrin der Gesellschaft. Jedes Jahr im September wird bei einer außerordentlichen Versammlung der Gesellschaft ein Teil der königlichen Philateliesammlung (Royal Philatelic Collection) ausgestellt. Königin Elisabeth war selbst keine Briefmarkensammlerin, aber die königliche Familie bewahrt und erweitert die von Eduard VII. geerbte Sammlung.

## Mitgliedschaft
Die Royal Philatelic Society, auch kurz „The Royal“ genannt, hat Mitglieder in zahlreichen Ländern. Die meisten von ihnen leben jedoch in Großbritannien und Nordirland sowie in den USA. Es gibt zwei unterschiedliche Arten von Mitgliedern:
- members (gewöhnliche Mitglieder)
- fellows (Ehrenmitglieder)

Die Ehrenmitglieder werden aufgrund ihrer Verdienste um die Royal Philatelic Society unter den Mitgliedern ausgewählt. Ehrenmitglieder dürfen den Titel FRPSL führen.

## Ziele
Die Gesellschaft verfolgt folgende Hauptziele:
- Die Förderung, Verbreitung und Mitwirkung an der philatelistischen Forschung und Ausübung der Philatelie.
- Die umfassende Unterrichtung der Mitglieder mittels Versammlungen, Fachgesprächen, Ausstellungen, Vorträgen, Schriftsendungen usw.
- Die Unterstützung und Durchführung philatelistischer Forschungsarbeiten sowie den Druck und Veröffentlichung von Fachpublikationen
- Die Organisation philatelistischer Ausstellungen im In- und Ausland, deren Förderung, und die Auslobung und Vergabe von Preisen, Medaillen oder sonstigen Auszeichnungen
- Auslobung und Vergabe von Preisen für literarische Werke mit Bezug zur Philatelie.
- Aufbau und Pflege einer Bibliothek und einer Sammlung von Briefmarken, Entwürfen, Probedrucken, Aufsätzen und anderen Gegenständen von philatelistischem Interesse.

## Zeitschrift
Die Gesellschaft veröffentlicht seit 1892 die monatlich erscheinende Fachzeitschrift The London Philatelist, die Fachartikel, Buchbesprechungen, Vereinsmeldungen und -interna, Werbung und anderes enthält. Eine Digitalisat der Zeitschrift ist auf CD bzw. DVD verfügbar.

## Preise und Medaillen
Die Gesellschaft verleiht die mehrere Preise und Medaillen:
- Die Crawford-Medaille für den wertvollsten und originellsten Beitrag zur philatelistischen Forschung und zur Bereicherung des philatelistischen Wissens
- Die Tilleard-Medaille für die beste Fachdemonstration eines Mitglieds
- Die Lee-Medaille für den besten Fachvortrag eines Mitglieds
- Die Tapling-Medaille für den besten Fachbeitrag eines Mitglieds, der im London Philatelist veröffentlicht wurde.